# Шизокарпијум
Шизокарпијум или цепајући плодови су група плодова који припадају простим непуцајућим сушним плодовима. Настају из два или више оплодна листића скупљених на заједничкој основи која се назива карпофор. Међутим, када сазру, опадају сваки засебно, док карпофор заостаје.

## Примери
Све врсте фамилије Apiaceae имају овакав плод, који настаје од два оплодна листића и потцветан је. Јавори имају ову врсту плода. Цвет има синкарпни тучак настао из две карпеле, а по сазревању плода две крилате орашице се раздвајају и опадају посебно.